# Jojo Siwa
Joelle Joanie "JoJo" Siwa (nascuda el 19 de maig de 2003) és una ballarina, cantant, actriu i personalitat estatunidenca de YouTube. És coneguda per aparèixer durant dues temporades a Dance Moms juntament amb la seva mare, Jessalynn Siwa, i pels seus senzills "Boomerang" i "Kid in a Candy Store". Siwa publica vídeos diaris del seu dia a dia al seu canal de YouTube, "It's JoJo Siwa". Va ser inclosa a la llista anual de Time de les 100 persones més influents del món el 2020.

## Primers anys de vida i carrera
Joelle Joanie Siwa va néixer a Omaha, Nebraska, el 19 de maig de 2003, de Jessalynn Siwa (nata Lombardi), instructora de dansa professional d'Iowa, i del doctor Tom Siwa, quiropràctic de Nebraska. Té un germà gran anomenat Jayden Siwa, que també és vlogger.
Siwa va començar la seva carrera com a finalista top-5 i la concursant més jove de la segona temporada de Abby's Ultimate Dance Competition, produïda per Abby Lee Miller, de la fama de Dance Moms. Va aparèixer al programa amb la seva mare i va ser eliminada la setmana 9. Siwa aviat va començar a aparèixer a Dance Moms, començant amb les audicions per a l'equip de competició de ball "ALDC" de Miller el 2014 i sent seleccionat per a l'equip a principis del 2015.
El maig del 2016, Siwa va llançar "Boomerang" per descarregar i un senzill anterior, "I Can Make U Dance". "Boomerang" tracta el tema de l'assetjament en línia. El seu vídeo s'ha vist més de 900 milions de vegades i ha rebut més de 2,5 milions de "m'agrada". El 2018, Siwa va ser nomenada l'artista de l'any de Breakout per Vivid Seats.
El 2018, Siwa va anunciar que aniria a fer la seva primera gira de concerts importants el 2019, titulada D.R.E.A.M. La gira. Estava previst que visités una barreja de teatres, amfiteatres a l'aire lliure i estadis, a més d'espais coberts en un total de 52 ciutats dels Estats Units i el Canadà. A més, altres actuacions tindrien lloc al Regne Unit i Austràlia. La gira estava prevista per començar a Phoenix, Arizona, el 17 de maig. La primera etapa de la gira estava prevista per concloure el 26 de juny a Austin, Texas, abans de reprendre la segona etapa el 10 de juliol a Orlando, Florida. Està previst que la data final de la segona etapa sigui el 20 d'agost a Vancouver, Canadà. Va ser inclosa a la llista anual de Time de les 100 persones més influents del món el setembre de 2020.

### Altres empreses
Conegut pel públic per portar arcs grans i colorits cabells, Siwa va llançar una línia d'arcs el 2016: JoJo's Bows, que es vendrà a Claire, una empresa d'accessoris de moda dirigida a noies de 6 a 12 anys. Els seus arcs van trobar un fort seguiment entre els alumnes de primària del Regne Unit. En última instància, van estar prohibits quan els professors van descobrir que els estudiants que no podien pagar els arcs, que venien al detall entre aproximadament entre 8 i 12 lliures cadascun, eren assetjats pels seus companys. Altres motius que aquestes escoles van donar per a la prohibició van ser la distracció, la noció de la concentració dels estudiants i la violació de les polítiques de vestimenta de les escoles. A causa del preu i la popularitat dels llaços, algunes botigues van començar a vendre arcs casolans similars. El 2017, Siwa, els llaços dels quals apareixen en els seus vídeos musicals i el seu vestuari general, va dir que són un "símbol de poder, confiança, creure".
Siwa es va associar posteriorment amb els grans magatzems nord-americans J. C. Penney per llançar una línia d'accessoris, decoració de dormitori i una nina feta a la seva semblança i ha publicat diversos llibres dirigits a nens petits.
El juny de 2019, l'FDA va emetre una advertència sobre els nivells perillosos d'amiant en un kit de cosmètics de la marca JoJo Siwa, cosa que va provocar que Claire's recuperés el producte.
JoJo va signar amb Nickelodeon el 2017. Ella era a la pel·lícula Blurt! Amb Jace Norman, Lip Sync Battle Shorties amb Nick Cannon i molt més.
JoJo va aparèixer més tard a la temporada 3 de The Masked Singer interpretant a T-Rex. Als 16 anys és la concursant més jove que apareix al programa.

## Filmografia

### Series de televisió
| Any     | Títol                                          | Rol                | Notes                                             |
| ------- | ---------------------------------------------- | ------------------ | ------------------------------------------------- |
| 2013    | Abby's Ultimate Dance Competition              | Participant        | 10 episodis                                       |
| 2015    | The View                                       | Ella mateixa       | Interpretada en ball de grup "Together We Stand"  |
| 2015    | Good Day L.A.                                  | Ella mateixa       | Invitada                                          |
| 2015    | Good Day New York                              | Ella mateixa       | Invitada                                          |
| 2015–16 | Dance Moms                                     | Ella mateixa       | Temporadas 5–6                                    |
| 2016    | Nickelodeon's Ultimate Halloween Costume Party | Ghost/Creepy Girl  |                                                   |
| 2016    | Make It Pop                                    | Ella mateixa       | Episodi: "Summer Splash Spectacular"              |
| 2016    | Bizaardvark                                    | Ella mateixa       | Episodi: "Bizaardvark vs. Vicki 'Hot Head' Fuego" |
| 2016    | The Thundermans                                | Fan de na Nora     | Episodi: "Thundermans: Banished!"                 |
| 2017    | Nickelodeon's Not-So-Valentine Special         | Ballarina          |                                                   |
| 2017    | Nickelodeon's Ultimate Halloween Haunted House | Ella mateixa       |                                                   |
| 2017    | Lip Sync Battle Shorties                       | Ella mateixa       | Rol principal                                     |
| 2017    | School of Rock                                 | Audrey             |                                                   |
| 2017    | JoJo Siwa: My World                            | Ella mateixa       |                                                   |
| 2018    | The JoJo and BowBow Show Show                  | Ella mateixa       |                                                   |
| 2019    | JoJo's Dream Birthday                          | Ella mateixa       |                                                   |
| 2019    | SpongeBob SquarePants                          | Cameo              | Episodi: "SpongeBob's Big Birthday Blowout"       |
| 2019    | All That                                       | Ella mateixa       | Episodi 1106                                      |
| 2019    | JoJo's Follow Your D.R.E.A.M.                  | Ella mateixa       |                                                   |
| 2019    | Keeping Up with the Karadashians               | Ella mateixa       | Temporada 17, Episodi: "Three’s Company"          |
| 2019    | JoJo's D.R.E.A.M Concert                       | Ella mateixa       |                                                   |
| 2019    | Middle School Moguls                           | Josie (veu)        | Episodi: "Mo-Gul Money, Mo Problems"              |
| 2020    | The Substitute                                 | Ella mateixa       | Episodi: "JoJo Siwa"                              |
| 2020    | The Masked Singer                              | Ella mateixa/T-Rex |                                                   |
| 2020    | Celebrity Watch Party                          | Ella mateixa       |                                                   |

### Pel·lícules
| Any  | Títol                   | Rol                |
| ---- | ----------------------- | ------------------ |
| 2018 | Blurt!                  | Victoria           |
| 2019 | The Angry Birds Movie 2 | Jay and Kira (voz) |

## Discografia

### Obres de ampliades
Llista d'àlbums d'estudi, amb les posicions de les cartes seleccionades i les certificacions mostrades
| Títol                    | Detalles                                                                                                 | Posicions de gràfics màxims |
| Títol                    | Detalles                                                                                                 | US Kid                      |
| ------------------------ | --- | --------------------------- |
| D.R.E.A.M. The Music     | - Publicació: Novembre 16, 2018 - Etiqueta: Viacom International - Format: Descàrrega digital, streaming | 22                          |
| Celebrate                | - Publicació: Abril 12, 2019 - Etiqueta: Viacom International - Format: Descàrrega digital, streaming    | 12                          |
| JoJo's Rockin' Christmas | - Publicació: Novembre 13, 2020 - Etiqueta: Viacom International - Format: Descàrrega digital, streaming | 17                          |

### Singles
| Títol                       | Any  | Certificacions      | Àlbum                |
| --------------------------- | ---- | ------------------- | -------------------- |
| "Boomerang"                 | 2016 | - RIAA: 2× Platinum | Non-album singles    |
| "Kid in a Candy Store”      | 2017 | - RIAA: Gold        | Non-album singles    |
| "Hold the Drama”            | 2017 | - RIAA: Gold        | Non-album singles    |
| "Every Girl's a Super Girl" | 2018 |                     | Non-album singles    |
| "High Top Shoes"            | 2018 |                     | Non-album singles    |
| "Only Getting Better"       | 2018 |                     | D.R.E.A.M. The Music |
| "Bop!"                      | 2019 |                     | Celebrate            |
| "Nonstop"                   | 2020 |                     | Non-album singles    |

## Premis i nominacions
| Any  | Premi                           | Categoria                                        | Nominació persona o treball                        | Resultat  | Referència |
| ---- | ------------------------------- | ------------------------------------------------ | -------------------------------------------------- | --------- | ---------- |
| 2015 | Industry Dance Awards           | Dancers Choice Awards Favorite Dancer 17 & Under | JoJo Siwa                                          | Nominació | [ 3 ]      |
| 2016 | Industry Dance Awards           | Dancers Choice Awards Favorite Dancer 17 & Under | JoJo Siwa                                          | Guanyat   | [ 4 ]      |
| 2016 | Reality Television Awards       | Most Heartfelt Moment                            | Dance Moms                                         | Guanyat   |            |
| 2017 | Nickelodeon Kids' Choice Awards | Favorite Viral Music Artist                      | JoJo Siwa                                          | Guanyat   |            |
| 2018 | Nickelodeon Kids' Choice Awards | Favorite Musical YouTube Creator                 | JoJo Siwa                                          | Guanyat   |            |
| 2019 | Nickelodeon Kids' Choice Awards | Favorite TV Host                                 | Nick Cannon & JoJo Siwa (Lip Sync Battle Shorties) | Nominació |            |
| 2019 | Nickelodeon Kids' Choice Awards | Favorite Social Music Star                       | JoJo Siwa                                          | Guanyat   |            |
| 2020 | Nickelodeon Kids' Choice Awards | Favorite Social Music Star                       | JoJo Siwa                                          | Guanyat   | [ 5 ]      |